# (12311) Ingemyr
(12311) Ingemyr est un astéroïde de la ceinture principale.

## Description
(12311) Ingemyr est un astéroïde de la ceinture principale. Il fut découvert le 1er mars 1992 à La Silla par le programme UESAC. Il présente une orbite caractérisée par un demi-grand axe de 2,65 UA, une excentricité de 0,20 et une inclinaison de 5,4° par rapport à l'écliptique.

## Compléments